# Leo Weltman
Leonard „Leo“ Mitchell Weltman (* 4. Oktober 1960; † 25. August 2020 in Los Angeles, Kalifornien) war ein US-amerikanischer Theater- und Filmschauspieler.

## Leben
Weltman wurde am 4. Oktober 1960 geboren. Er war auf verschiedenen Theaterbühnen als Darsteller zu sehen. So spielte er in Stücken von William Shakespeare (Such Stuff As Dreams Are Made On) als auch in an historischen Personen angelehnten Stücken (The Diary Of Anne Frank) mit. 1993 stellte er die Hauptrolle des Santa Claus im Stück Legendary Christmas dar. Seine Vita weist über 20 Mitwirkungen in Theaterstücken in über 15 Theatern auf.
Weltman begann ab 1987 unregelmäßig in Spielfilmen oder Fernsehserien mitzuwirken. 1987 hatte er eine Nebenrolle in Tödliche Beute, außerdem folgten später Episodenrollen in Unsolved Mysteries oder Der Prinz von Bel-Air. 2006 war er in dem Kurzfilm The Shabbos Bigfoot zu sehen, der am 29. Januar 2006 auf dem Los Angeles Filmmakers Network uraufgeführt wurde. Es folgten weitere Aufführungen am 31. Mai 2006 auf dem Angelika’s New Filmmaker Series, am 2. August 2006 auf dem NewFilmmakers Los Angeles und letztmals am 3. Juli 2007 auf dem Films4Play FilmFest. Zuletzt spielte er in den zwei Kurzfilmen A Toast to Ashes und A Good Samaritan's Habit mit, die Ende 2020 erschienen.
Weltman verstarb am 25. August 2020 im Alter von 59 Jahren in einem Krankenhaus in Los Angeles.

## Theater (Auswahl)
- Finnian’s Rainbow, Valley Mainstage Theater
- Such Stuff As Dreams Are Made On, Valley Horse Shoe Theater
- The Diary Of Anne Frank, Valley Mainstage Theater
- Fiddler On The Roof, Showboat Dinner Theater
- Crumbling Tower, L.A. Valley Lab Theater
- Ideal Husband, Gothic Theater Productions
- Bus Stop, Gothic Theater Guild
- Skin Of Our Teeth, Will Geer Theatricum Botanicum
- Oklahoma, Burbank Theater Guild
- Mister Roberts, Associated Professional Theater Artists
- A Funny Thing Happened On The Way To The Forum, Showboat Dinner Theater
- Much Ado About Nothing, Group Repertory Theater
- Room Service, Group Repertory Theater
- Rough Night At The North Pole, Group Repertory Theater
- Seven Keys To Baldpate, Group Repertory Theater
- Legendary Christmas, Actor’s Alley Repertory Theater
- Pushcart Peddlers, Actor’s Alley Repertory Theater
- Fiddler On The Roof, Starlight Bowl Amphitheater
- Pvt. Wars, Complex Theater
- Much Ado About, Long Beach Shakespeare Company
- Midsummer Night’s Dream, Company Of Angels
- Othello Brabantio, Lillian Theater
- Merry Wives of Windsor, Lyric Theatre
- Wait Until Dark, Group Repertory Theater
- Christmas Carol, Knightsbridge Theater
- O For a Horse With Wings, Equine Del Arte

## Filmografie
- 1987: Tödliche Beute (Deadly Prey)
- 1990: Happy Birthday Bugs (Bugs Bunny: 50 Looney Years, Fernsehdokumentation)
- 1991: Unsolved Mysteries (Fernsehdokuserie, Episode 4x07)
- 1993: Der Prinz von Bel-Air (The Fresh Prince of Bel-Air, Fernsehserie, Episode 4x11)
- 1993: First Family (Fernsehfilm)
- 1994: Surgical Strike
- 1996: Das Girl aus der Steinzeit (Encino Woman)
- 1996: The Jeff Foxworthy Show (Fernsehserie, Episode 2x04)
- 2005: Reeling in Reality
- 2006: The Shabbos Bigfoot (Kurzfilm)
- 2016: Last Call (Kurzfilm)
- 2020: A Toast to Ashes (Kurzfilm)
- 2020: A Good Samaritan's Habit (Kurzfilm)